# Asociación Británica de Ciencia Ficción
La Asociación Británica de Ciencia Ficción (en inglés: British Science Fiction Association; pronunciado /ˈbrɪtɪʃ ˈsaɪəns ˈfɪkʃᵊn əˌsəʊsɪˈeɪʃᵊn/) es una organización fundada  por un grupo de académicos, autores, editores y libreros británicos aficionados a la ciencia ficción, con el fin de promover la escritura, la crítica y el estudio de la ciencia ficción en todas sus formas en 1958. Conocida como BSFA por sus siglas en inglés, es responsable de los Premios BSFA, que se basan en una votación de sus miembros y los miembros de Eastercon; la convención nacional británica de ciencia ficción. También es responsable de nominar a dos de los cinco jueces para el panel de jueces que otorgan el Premio Arthur C. Clarke. Su primer presidente fue Brian W. Aldiss. Pat Cadigan fue nombrada presidente de la asociación en agosto de 2020 y Tade Thompson le sucedió en el cargo en junio de 2021.

## Historia
La BSFA es el cuarto intento de establecer una organización nacional de fanáticos de la ciencia ficción en el Reino Unido. El primer intento, la Asociación de Ciencia Ficción (SFA), fue creada por fanáticos que asistieron a la Primera Convención Británica de ciencia ficción en Leeds en mayo de 1937, y estaba «dedicada a estimular el interés por la ciencia ficción y el progreso científico». Esta se disolvió apenas dos años después al estallar la Segunda Guerra Mundial.
El segundo intento se llamó British Fantasy Society (BFS), y fue establecida en junio de 1942 por muchas de las personas detrás de la SFA con el objetivo de brindar a los miembros un mejor acceso a la ciencia ficción a través de su extensa biblioteca. La British Fantasy Society no duró mucho y se disolvió en noviembre de 1946.
El tercer intento se dio cuando el capitán Ken Slater propuso la fundación de una nueva organización nacional de aficionados en 1948. A partir de esto, nació la Science Fantasy Society (SFS). Más tarde, Slater fue destinado al ejército en Alemania y los miembros restantes del comité no compartían su «entusiasmo ardiente» por la organización; por lo que se declaró que el SFS era «un fracaso glorioso» en septiembre de 1951.
La Eastercon celebrada en Kettering en 1958 discutió sobre todo el futuro del fandom británico. Se concluyó que tanto los fanzines británicos como las convenciones de ciencia ficción se habían vuelto introspectivos y se habían alejado tanto de la ciencia ficción que no resultaban atractivos para los recién llegados. Se decidió que el camino a seguir era crear una nueva organización nacional dedicada al estudio de la ciencia ficción que también llevaría material en su publicación del fandom. Después de un debate considerable sobre el nombre, se formó la BSFA, y en su primer aniversario, tenía ya más de 100 miembros.

## Publicaciones
Entre las publicaciones editadas por la BSFA se pueden listar Tangent; revista de ficción publicada en 1965 y entre 1977 y 1978, Paperback Parlor; revista de reseñas que dejó de publicarse en 1992, Matrix; revista de noticias que dejó de publicarse en 2007 y The Quantum, boletín que duró seis números y dejó de publicarse en 2012.
En la actualidad la BSFA publicá Vector; revista crítica lanzada en 1958, Focus; revista para escritores lanzada en 1979, The BSFA Review; revista digital, lanzada a fines de 2017, Fission; antología digital de ficción lanzada en 2021.